# Prika
Prika (Prybeca) var en svensk medeltida frälseätt. Ätten med ursprung från Västergötland, är känd sedan 1390 och har sitt namn efter de äldre medlemmarnas binamn Prika. Ätten utdog omkring 1500, innan Sveriges Riddarhus grundades 1625, varför den aldrig introducerades där som adelsätt.
Vapen: sexuddig stjärna, okänd tinktur

## Historia
Ättens tidigaste led är känd från Kinds härad och Ås härad, och gården Möne i Möne socken, vilken ingick i Ås härad, sedan 1974 en del av Ulricehamns kommun, från 2016 inom Möne distrikt. Ätten hade genom giften kopplingar till bland andra Gyltaätten, Drake af Intorp och Torpaätten. De båda senare ätterna upptog Prikas vapen med en stjärna i sitt tidigare vapen med en sparre, i en blandad vapenform som idag kallas sparre över stjärna och lever vidare genom den yngre Stenbocksätten som för Torpaättens sparre över stjärna i det övre vänstra, och undre högra fältet i sin kvadrerade vapensköld.
Gunne Prika nämns som sysslomann i Nydala kloster år 1337, som abbot i Nydala 1339  och 1341  och nämns vid ett jordbyte 11 april 1358.
Peter Prika beseglar med sitt sigill den 13 februari 1390 en handling tillsammans med Peter Ribbing, Jöns Bengtsson och Magnus Nilsson (möjligen Magnus Hake, men var död före 26 maj 1412.
Sannolikt var Nils Gylta gift med en syster till Peter Prika.
Peter Prikas änka Ingeborg Sigvidsdotter beseglar 10 februari 1413 ett dokument i Lödöse  med ätten Ribbings tre nedvända sjöblad när hon säljer sin sätesgård Torpa, och ett antal andra gårdar till riksrådet Algot Magnusson (Tre Rosor till Horshaga.

## Utvalda medlemmar
Sambandet mellan olika medlemmar av ätten är i vissa fall oklar.
- Gunne Prika nämns vid häradsting i Kind 1358, och som Gunne Prikke 1409.[10]

1. Peter Andersson Prika i Möne (sexuddig stjärna).[11] Sägs ha varit född i Intorp, Gällstad, Kinds härad. Gift med Ingeborg Sigvidsdotter (Ribbing).
  1. Ingeborg Petersdotter (Prika). Gift före 1416 med Arvid Jönsson (det råder delade meningar kring om denna tillhörde ätten Drake af Intorp eller Torpaätten), häradshövding i Ås härad, senare Kinds härad.[11] Arvid Jönson förefaller efter giftet kalla sig Arvid Jönsson i Möne, eller Arvid Prybeca och integrerar Pikaättens stjärna i sitt sparrevapen senast 1421, när Drake af Intorp för sparre över stjärna.[1]